# 王声宏

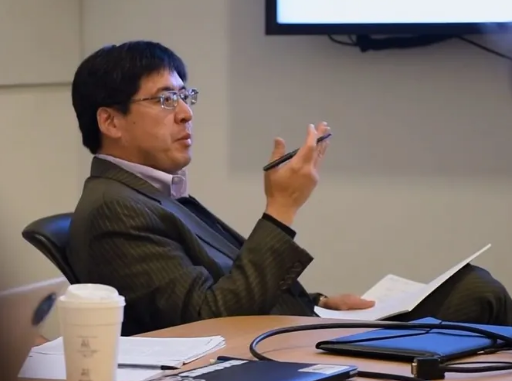
王声宏

王声宏（英語：Samuel "Sam" Sheng-Hung Wang，1967年—），美国台湾裔神经科学家、选举学家。

## 生平
王声宏出生于美国俄亥俄州，其父母王家林与张锦华于1960年代从台湾移民美国。他于1986年19岁时毕业于加州理工学院物理系本科，是该届最年轻的毕业生。此后赴斯坦福大学深造，获神经科学博士学位。毕业后在杜克大学从事博士后研究，并曾在美国联邦参议院劳工和人力资源委员会工作，是参议员泰德·肯尼迪的助理。他于2000年起任教于普林斯顿大学分子生物学系，2006年升任副教授，2015年晋升为教授。他主要从事大脑学习与处理信息等领域的研究。著有《大脑开窍手册》（Welcome To Your Brain）、《儿童大脑开窍手册》（Welcome To Your Child's Brain），两书皆与桑德拉·阿莫特（Sandra Aamodt）合著。
除神经科学领域的研究之外，王声宏还是一位选举专家，他与安德鲁·弗格森（Andrew Ferguson）一同创办了名为“普林斯顿选举联盟”（Princeton Election Consortium）的博客对美国选举民调进行研究、分析并预测选举结果。2017年他又创办了“普林斯顿杰利蝾螈计划”（Princeton Gerrymandering Project）网站，通过各种统计方法研究美国选区划分中的杰利蝾螈现象。
2022年，王声宏被举报学术不端、职场欺凌等，普林斯顿大学宣布对其展开内部调查。